# 越婢加朮湯
越婢加朮湯（えっぴかじゅつとう）、漢方方剤の一つで、関節リウマチなどの熱や腫れ、痛みなどの症状に対し用いられる。比較的体力がある人や病気の初期に向く。

## 概要
漢時代の『金匱要略』（きんきようやく）に出典がある。表証（急性期）、実証（体力充実）、熱証（炎症）、湿証（水分停滞）に適応する。体力が充実した実証向けの処方で、胃腸の弱い者や発汗が多い患者には向かない。主に腎炎、ネフローゼ、関節リウマチ、湿疹、むくみ（浮腫）、口渇、湿疹、夜尿症、尿量減少、花粉症などに処方する。
熱（炎症）の発散と水分調整が主な働きであり、関節の熱や腫れや痛みを取る効果がある。このため関節炎、関節リウマチ、粘膜の腫れである花粉症に使用される。ただ、関節リュウマチの場合は西洋薬の大きな進歩により、現在では漢方単体での処方は行うべきではない。水分調整の作用は、水毒の改善が期待でき、むくみを伴う疾患である腎炎、ネフローゼ、湿疹、夜尿症、花粉症などに効果がある。
五苓散との使い分けとしては、熱感を伴うような場合には越婢加朮湯が選択される。

## 構成生薬
- 麻黄 6.0
- 石膏 8.0
- 蒼朮 4.0
- 大棗 3.0
- 甘草 2.0
- 生姜 1.0

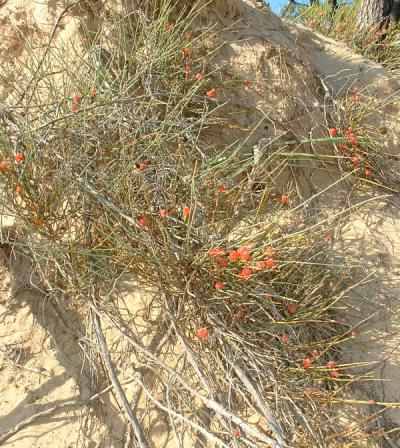
麻黄
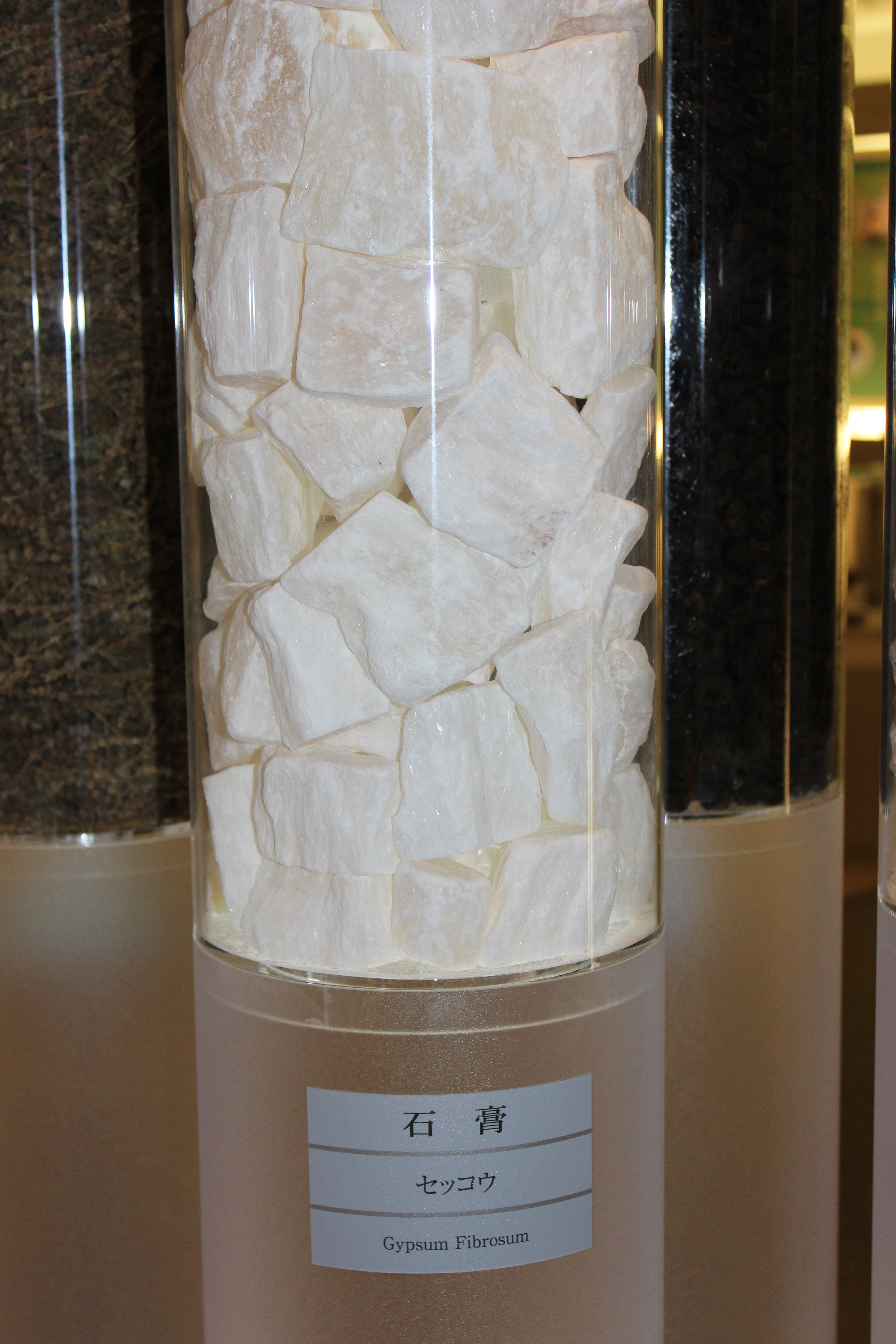
石膏
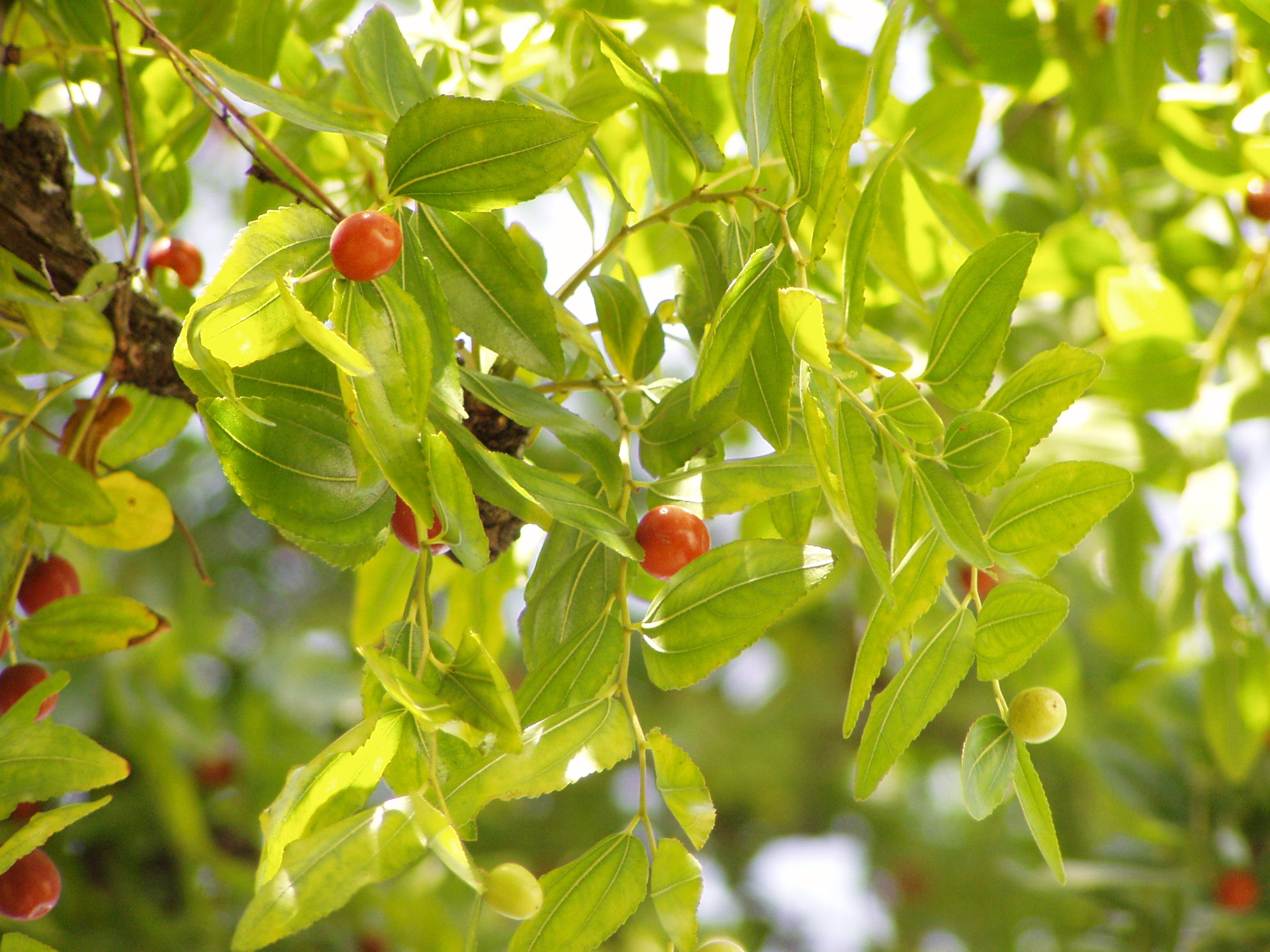
大棗（ナツメ）
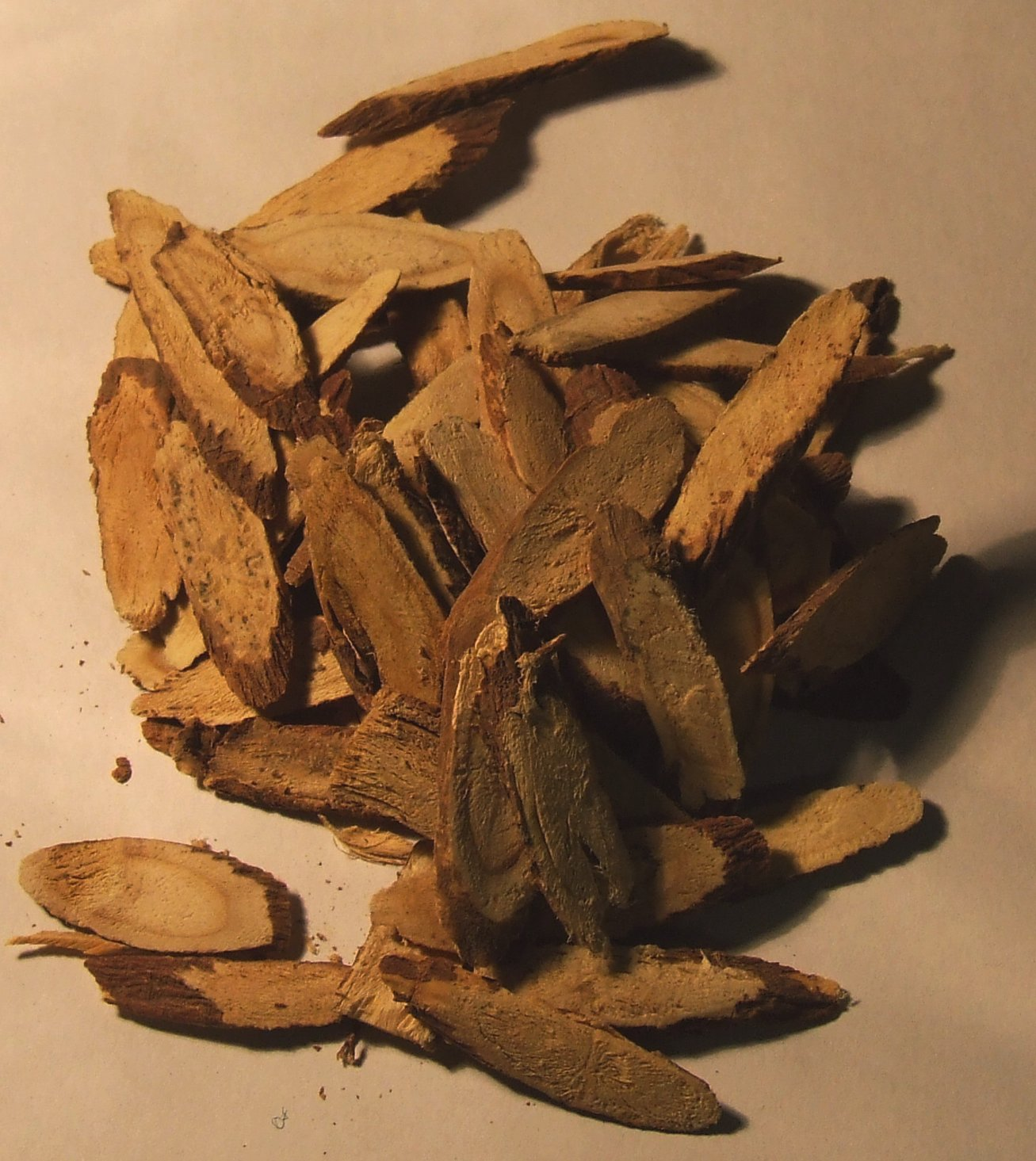
甘草
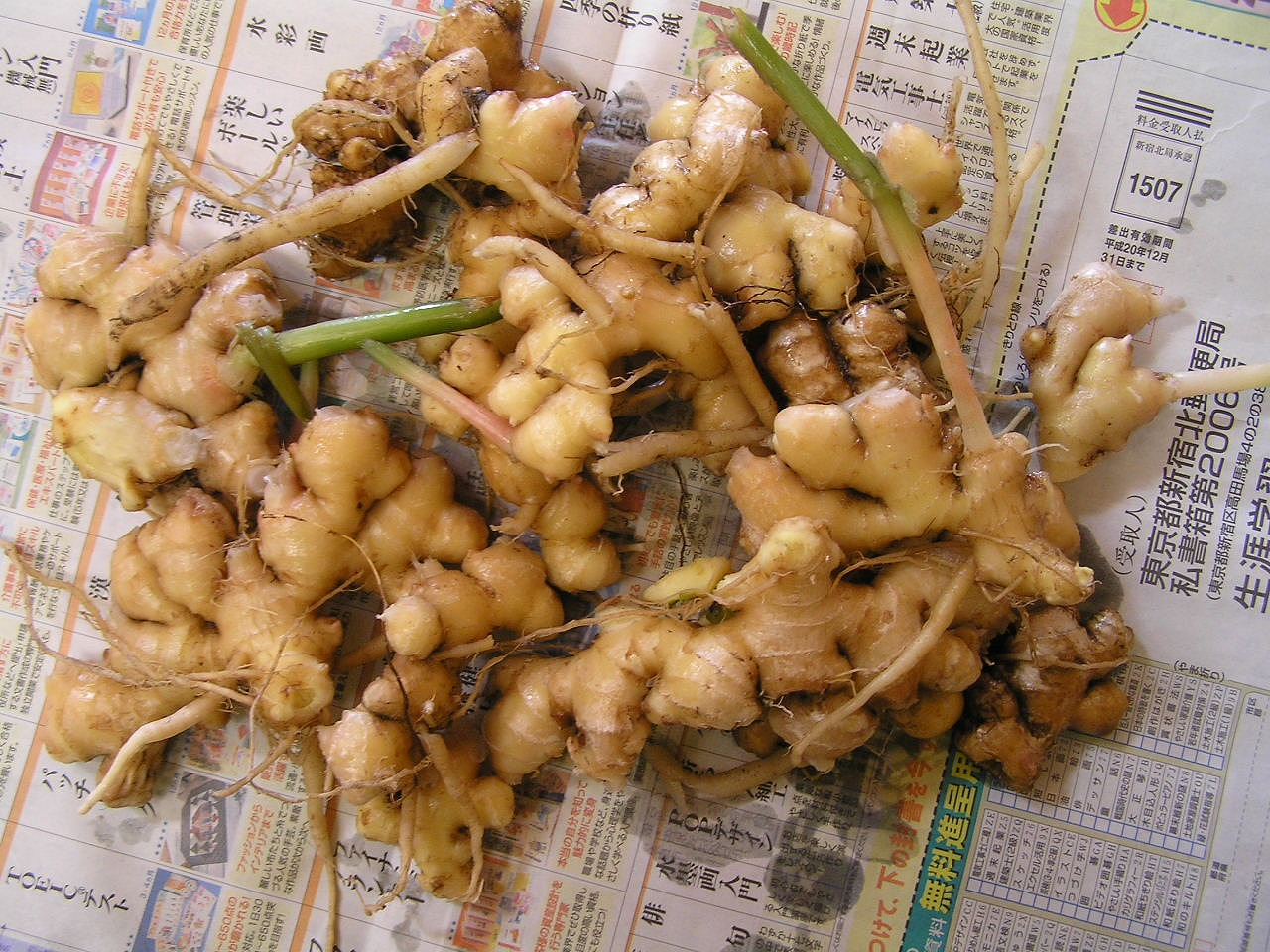
生姜

## 注意事項
以下の患者には慎重に処方する。
- 虚証、裏証。
- 麻黄は交感神経刺激薬であるエフェドリン類を含有するため、高血圧や心臓病、脳卒中、の既往など、循環器系に病気のある人。麻黄1g中にエフェドリンは約10mg 含有されており、越婢加朮湯の標準的1日処方量には、60mg のエフェドリンが含まれる。
- 発汗の多い人、胃腸の病気。
- 腎臓病、排尿障害、甲状腺機能亢進症のある人。
- 花粉症に対し越婢加朮湯は切れ味がよいため、自己判断で多めに摂取する可能性があり、注意が必要。
- エフェドリンやテオフィリンなど交感神経刺激作用のある薬との併用は慎重に行う。
- エフェドリン類含有製剤、他の麻黄剤、甘草含有製剤、甲状腺製剤（チラーヂン）、カテコールアミン製剤（アドレナリン、イソプレナリン）、テオフィリン（テオドール）、グリチルリチン（グリチロン等）などとの併用。
- 高齢者には減量したり、胃腸にもたれる場合は減量あるいは二陳湯を併用する。

## 副作用
偽アルドステロン症、ミオパチー、血圧上昇、怠さ、むくみ、体重増加、手足のしびれと痛み、筋肉のぴくつき・ふるえ、全身脱力感、低カリウム血症、胃の不快感、食欲不振、吐き気、嘔吐、下痢、発疹、発赤、かゆみ、動悸、不眠、発汗過多、尿が出にくい、精神興奮、イライラ感。